# Liste sorbischsprachiger Schriftsteller
Diese Liste sorbischsprachiger Schriftsteller führt jene Schriftsteller, die in sorbischer Sprache schreiben oder schrieben. Sie ist nach Nachnamen und dem sorbischen Alphabet geordnet.

## A
- Mikławš Andricki (1871–1908)

## B
- Jakub Bart-Ćišinski (1856–1909)
- Hańža Bjeńšowa (1919–1999)
- Jan Bok (1569–1621)
- Jurij Brězan (1916–2006)
- Ben Budar (1928–2011)
- Beno Budar (1946–2023)

## C
- Měrana Cušcyna (* 1961)
- Jan Cyž (1898–1985)

## Č
- Jěwa-Marja Čornakec (* 1959)

## Ć
- Jan Ćěsla (1814–1950)

## D
- Jan Dobrucki (1854–1921)
- Róža Domašcyna (* 1951)
- Marjana Domaškojc (1872–1946)
- Handrij Dučman (1836–1909)
- Benedikt Dyrlich (* 1950)

## F
- Michał Frencel (1628–1706)
- Alfons Frencl (1946–2015)

## G
- Pawoł Grojlich (1908–1992)

## H
- Lubina Hajduk-Veljković (* 1976)
- Feliks Hajna (1901–1988)
- Gerat Hendrich (1932–2005)
- Johann Hortzschansky (1722–1799)

## Ch
- Jurij Chěžka (1917–1944)

## I
- Richard Iselt (1889–1965)

## J
- Korla Janak (1891–1968)
- Rudolf Jenč (1903–1979)
- Ingrid Juršikowa (* 1942)

## K
- Pawoł Kmjeć (1916–1990)
- Jurij Koch (* 1936)
- Cyril Kola (* 1927)
- Mato Kosyk (1853–1940)
- Franc Kral-Rachlowc (1886–1915)
- Křesćan Krawc (* 1938) (d. i.: Christian Schneider)
- Marja Krawcec (1948–2014)
- Jurij Krawža (1934–1995)
- Kurt Krjeńc (1907–1978)
- Marja Kubašec (1890–1976)
- Jurij Kubaš-Worklečan (1902–1983)

## L
- Jan Lajnert (1892–1974)
- Lenka (* 1958)
- Gerat Libš (1935–2012)
- Jurij Libš (1857–1927)
- Jakub Lorenc-Zalěski (1874–1939)
- Kito Lorenc (1938–2017)

## M
- Pětr Malink (1931–1984)
- Kata Malinkowa (1931–1998)
- Trudla Malinkowa (* 1955)
- Jan Meškank (1905–1972)
- Timo Meškank (* 1965)
- Měrka Mětowa (* 1959)
- Frido Mětšk (1916–1990)
- Pětr Młónk (1805–1887)
- Jurij Młynk (1927–1971)
- Marja Młynkowa (Marja Brězanec; 1934–1971)
- Siegfried Michalk (1927–1992)
- Albin Moller (1541–1618)
- Arnošt Muka (1854–1932)

## N
- Ingrid Naglowa (* 1939)
- Gerat Nagora (1936–2010)
- Beata Nastickec (* 1973)
- Madlena Nasticcyna (* 1950)
- Anton Nawka (1913–1998)
- Michał Nawka (1885–1968)
- Tomasz A. Nawka (* 1949)
- Pawoł Nedo (1908–1984)
- Hanzo Njepila (1766–1856)
- Herbert Noack-Nowak (1916–2011)
- Józef Nowak (1895–1978)
- Jakub Nowak-Kaščanski (1864–1920)
- Měrćin Nowak-Njechorński (1900–1990)

## P
- Křesćan Bohuwěr Pful (1825–1889)

## R
- Filip Rězak (1859–1921)
- Fryco Rocha (1863–1942)
- Helmut Rychtar (1942–2022)

## S
- Eleonore Schmidt-Kowarjowa (1931–2001)
- Jan Skala (1889–1945)
- Jan Arnošt Smoler (1816–1884)
- Korla Jan Smoler (1791–1848)
- Angela Stachowa (1948–2022)
- Christian Friedrich Stempel (1787–1867)
- Jan Suchy (1922–1983)

## Š
- Dorothea Šołćina (* 1953)
- Beno Šołta (1928–1986)

## T
- Handroš Tara (um 1570–um 1638)

## V
- Pawoł Völkel (1931–1997)

## W
- Alfons Wićaz (* 1946)
- Ota Wićaz (1874–1952)
- Herta Wićazec (1819–1885)
- Jurij Winar (1909–1991)
- Hańža Winarjec-Orsesowa (1926–2016)
- Pawoł Wirt (1906–1946)
- Mina Witkojc (1893–1975)
- Jan (Radyserb-)Wjela (1822–1907)
- Jurij Wjela (1892–1969)
- Jurij Wuješ (1905–1968)
- Jan Wornar (1934–1999)

## Z
- Handrij Zejler (1804–1872)